# Roman Mählich
Roman Mählich (Bécsújhely, 1971. szeptember 17. –), osztrák válogatott labdarúgó.
Az osztrák válogatott tagjaként részt vett az 1998-as világbajnokságon.

## Sikerei, díjai
Sturm Graz
- Osztrák bajnok (2): 1997–98, 1998–99
- Osztrák kupa (3): 1995–96, 1996–97, 1998–99
- Osztrák szuperkupa (3): 1996, 1998, 1999